# Лонгин Крчо
Лонгин Крчо (в миру Момір Крчо; 29 вересня 1955, село Крушчань, громада Олово, Боснія і Герцеговина) — єпископ Сербської православної церкви, єпископ Новограчаницький і Середньозахідно-Американський.

## Біографія
З 1962 по 1970 рік навчався в середній школі в Оловській Луці.
У 1970 році вступив у Семінарію трьох святителів при монастирі Крка.
11 лютого 1975 єпископом Далматинським Стефаном Боцеєм на п'ятому курсі семінарії був пострижений в малу схиму з ім'ям Лонгин. Наступного дня, на свято Собору Трьох святителів, висвячений там же його єпископом у сан ієродиякона, 13 лютого - у сан ієромонаха.
У тому ж році закінчив семінарію і вступив до Московської духовної академії, яку закінчив у 1979 році зі ступенем кандидата богослов'я.
З жовтня 1980 по квітень 1981 служив секретарем єпархіального управління Зворницької і Тузланської єпархії, при цьому суміщаючи службу з обов'язками настоятеля у двох Тузланських парафіях.
У 1983 році був призначений лектором Семінарії трьох святителів при монастирі Крка. Обіймав цю посаду до 1985 року. Одночасно займався в аспірантурі в Лондонському університеті.
У травні 1985 року Священний Архієрейський Собор Сербської православної церкви обрав його єпископом Моравицьким, вікарієм Патріарха Сербського.
20 жовтня 1985 хіротонізований на єпископа Моравицького. Хіротонію очолив патріарх Сербський Герман, якому співслужили митрополит Київський Володимир Сабодан, єпископи Далматинський Микола Мрджя і Зворницький Василь Качавенда. На богослужінні були присутні архієреї Сербської Церкви, гості з богословських шкіл Лондона.
14 вересня 1986 року обраний єпископом Австралійським і Ново-Зеландським. Здійснюючи служіння на великих просторах своєї єпархії, він будував нові храми, працював з молоддю, а особливо відзначився боротьбою за єдність Сербської православної церкви в розсіянні, переконуючи клір і єпископат самопроголошеної Новограчаницької митрополії примиритися з матір'ю-церквою.
У 1992 році на прохання Архієрейського Собору на чолі з патріархом єпископ Лонгин прийняв Далматинську кафедру. Через умови воєнного часу він не зміг зайняти свою резиденцію в Шибенику, а проживав у монастирі Крка, де викладав у семінарії.
З благословення патріарха Павла владика Лонгин їздив до Канади і Австралії, де збирав пожертвування для стражденного сербського народу.
Після падіння Республіки Сербської Країни в серпні 1995 року єпископ Лонгин і вся Кркська семінарія перемістилися в Дівчібаре поблизу Валево.
В цей час владика Лонгин допомагав єпископу Шабацько-Валевському Лаврентію Трифуновичу в управлінні єпархією. Разом з єпископом Горнокарловацьким Никанором Богуновичем він допомагав біженцям, відвідував табори, передавав гуманітарну допомогу, надіслану, в першу чергу, сербами з діаспори.
31 липня 1997 року рішенням патріарха Павла, єпископ Лонгин був призначений вікарієм для управління Американською і Канадською єпархією Новограчаницької митрополії.
23 травня 1998, після смерті митрополита Іринея Ковачевича, призначений керуючим цієї єпархії.
23-24 квітня 1999 року відбувся VII Церковно-Народний Собор Новограчаніцької митрополії, який обрав єпископа Лонгина главою Новгорачаницької митрополії.
15 травня 1999 року рішенням Священного Архієрейського Собору затверджений правлячим архієреєм Американської і Канадської єпархії і главою Новограчаницької митрополії.
14 жовтня 1999 року в Новій Грачаниці послідувало його висвячення, вчинене від імені патріарха і Архієрейського Собору митрополитом Чорногорським Амфілохієм Радовичем.
21 травня 2009 року рішенням Священного Архієрейського Собору Сербської православної церкви сербські єпархії в Америці були переоблаштовані, у зв'язку з чим єпископ Лонгин отримав титул Новограчаницького і Середньозахідно-Американського.